# Frank Michael
Franco Gabelli có nghệ danh là Frank Michael là một ca sĩ người Bỉ gốc Ý đã có hàng triệu album được bán trên khắp thế giới.

## Tiểu sử
Franco sinh tại Bedonia, Ý ngày 7 tháng 5 năm 1947. Khi Franco lên 3 tuổi thì gia đình ông sang định cư ở Seraing, tỉnh Liège, Bỉ. Năm 16 tuổi, ông bắt đầu làm kỹ thuật viên điện tử truyền hình.
Sự nghiệp ca hát của ông bắt đầu từ năm 1974 với đĩa đơn "Je ne peux vivre sans toi" do RCA phát hành. Ông nổi tiếng trong các show nhạc sống và đã có nhiều album được phát hành ở Pháp cũng như ở Bỉ. Những ca khúc nổi tiếng của ông phần lớn có sự cộng tác của Michel Mallory và một số người viết ca khúc khác.
Năm 2003, ông cũng phát hành một album nhan đề Thank You Elvis với 15 bài trích từ album của Elvis Presley bằng tiếng Pháp và tiếng Ý. Ông rất được các thế hệ trung niên và già yêu thích.
Năm 2004, ông đã được trao tặng Ordre de la Couronne (Huân chương nhà Vua) hạng Officier của Bỉ.

## Đĩa nhạc

### Albums
| Năm  | Album                                | Mô tả             | Vị trí cao | Vị trí cao | Vị trí cao | Vị trí cao |
| Năm  | Album                                | Mô tả             | BEL        | FR         | GER        | SUI        |
| ---- | ------------------------------------ | ----------------- | ---------- | ---------- | ---------- | ---------- |
| 1996 | Les grands tubes vol. 2              |                   | 34         | –          | –          | –          |
| 1997 | Toutes les femmes sont belles        |                   | 34         | 39         | –          | –          |
| 1997 | Les plus belles chansons italiennes  |                   | 35         | –          | –          | –          |
| 1998 | Le chanteur des amoureux             |                   | 24         | 34         | –          | –          |
| 1999 | Olympia 99                           | Live album        | 49         | 40         | –          | –          |
| 2000 | Il est toujours question d'amour...  |                   | 35         | 9          | –          | –          |
| 2001 | L'essentiel - 20 succès inoubliables | Compilation       | 6          | 98         | –          | –          |
| 2001 | D'amour et de tendresse              |                   | –          | –          | –          | –          |
| 2001 | Olympia 2001                         | Live album        | 46         | 21         | –          | –          |
| 2003 | Entre nous                           |                   | 10         | 8          | –          | 60         |
| 2003 | Thank You Elvis                      |                   | 31         | 19         | –          | –          |
| 2004 | Olympia 2003                         | Live album        | 77         | 54         | –          | –          |
| 2004 | La force des femmes                  |                   | 25         | 8          | –          | –          |
| 2005 | J'peux pas t'oublier                 |                   | –          | 159        | –          | –          |
| 2005 | Crooner                              |                   | –          | 137        | –          | –          |
| 2005 | Chansons italiennes                  |                   | –          | 189        | –          | –          |
| 2005 | Pour toujours                        |                   | 22         | –          | 69         | –          |
| 2006 | Ti amo, je t'aime                    |                   | 45         | –          | –          | –          |
| 2006 | Les couleurs de ma vie               |                   | 8          | 6          | –          | –          |
| 2007 | Au Palais des Sports - Live 2007     | Live album        | 46         | 57         | –          | –          |
| 2008 | Mes hommages                         |                   | 20         | 25         | –          | –          |
| 2009 | Rue des amours                       |                   | 26         | 10         | –          | –          |
| 2010 | Joyeux Noël                          |                   | 16         | 22         | –          | –          |
| 2010 | Coffret (2 CDs)                      | Compilation album | –          | 199        | –          | –          |
| 2011 | Les chansons d'amour                 |                   | 41         | 152        | –          | –          |
| 2011 | Romantique                           | Compilation album | 8          | 7          | –          | –          |
| 2013 | Quelques mots d'amour                |                   | 1          | 6          | –          | –          |
| 2014 | Encore quelques mots d'amour         |                   | –          | 128        | –          | –          |
| 2014 | Bonjour l'amour                      |                   | 7          | 13         | –          | –          |

### Đĩa đơn
| Năm  | Đĩa đơn                            | Vị trí cao | Vị trí cao | Vị trí cao | Album                               |
| Năm  | Đĩa đơn                            | BEL        | FR         | SUI        | Album                               |
| ---- | ---------------------------------- | ---------- | ---------- | ---------- | ----------------------------------- |
| 2001 | "Il est toujours question d'amour" | –          | 63         | –          | Il est toujours question d'amour... |
| 2003 | "Après tant d'années d'amour"      | 14         | 7          | 91         |                                     |
| 2005 | "Pour toutes les mamans"           | 13         | 21         | –          |                                     |